# Vendejas de Sanlúcar de Barrameda

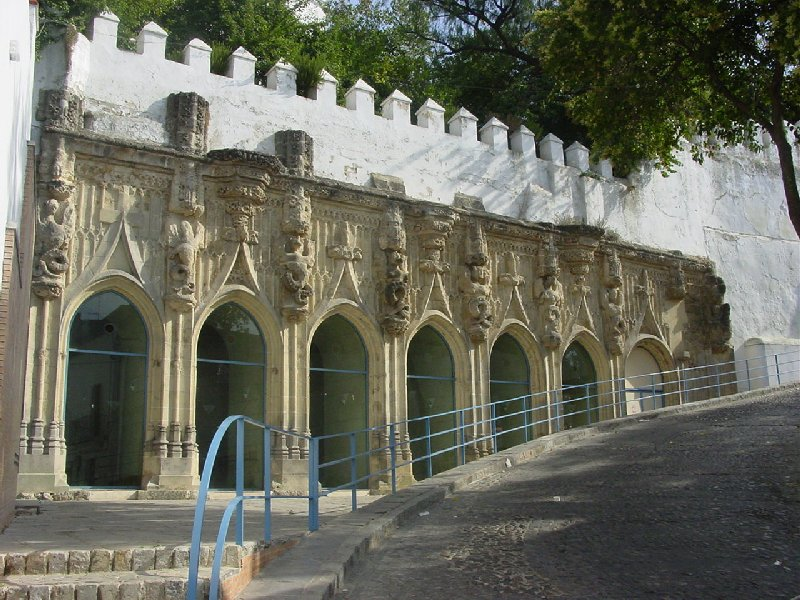
Las Covachas de Sanlúcar de Barrameda.

Las Vendejas de Sanlúcar de Barrameda eran dos ferias francas anuales que se celebraban, durante parte de la Edad Media y parte de la Edad Moderna, en dicho municipio español, situado en la provincia de Cádiz, en Andalucía. Cada año había dos ferias francas, la primera entre septiembre y noviembre, la "vendeja" propiamente dicha, y otra entre febrero y marzo, llamada la "racavendeja". A estas ferias asistían sobre todo mercaderes bretones, que llegaban en barco para vender lencería y comprar otros productos, entre ellos vino.
Según Antonio Moreno Ollero estas vendejas ya existían desde comienzos del siglo XIV, época de gran expansión de la vitivinicultura en la zona (Marco de Jerez y Condado de Niebla). Lo cierto es que en 1478 el II duque de Medina Sidonia otorgó el llamado Privilegio de los Bretones, documento que daba facilidades a estos comerciantes para establecerse en la villa y practicar sus actividades mercantiles. Este privilegio dice recoger antiguos acuerdos tomados en el siglo XIV entre el II señor de Sanlúcar y el duque de Bretaña, que otorgaban a los bretones exenciones fiscales y calle extramuros con jurisdicción propia y alcalde, a condición de que reservasen un tercio de la carga de sus barcos salientes para la exportación de vino de Sanlúcar. Para la residencia de estos mercaderes se reservó la calle Bretones, junto a la Alcaicería y a Las Covachas o las Tiendas de las Sierpes, lugar donde desde el siglo XVIII está ubicado el mercado municipal, conservando la zona una gran actividad comercial, aunque de distinta naturaleza.  